# Athyrium tenuicaule
Athyrium tenuicaule là một loài thực vật có mạch trong họ Woodsiaceae. Loài này được (Hayata) Tagawa miêu tả khoa học đầu tiên năm 1933.